# بلير لي الأول
بلير لي الأول هو محامي وسياسي أمريكي، ولد في 9 أغسطس 1857 في سيلفر سبرينغ في الولايات المتحدة، وتوفي في 25 ديسمبر 1944 في Norwood, Maryland ‏ في الولايات المتحدة. نشط حزبياً في الحزب الديمقراطي. وقد انتخب عضو مجلس ولاية ماريلند ‏ وانتخب عضو مجلس الشيوخ الأمريكي ‏ عن دائرة مقعد ماريلند من الفئة أ في مجلس الشيوخ ‏ وقد انضم خلال فترته النيابية ‏ (4 مارس 1915 – 4 مارس 1917) للكتلة البرلمانية الحزب الديمقراطي وانتخب عضو مجلس الشيوخ الأمريكي ‏ عن دائرة مقعد ماريلند من الفئة أ في مجلس الشيوخ ‏ وقد انضم خلال فترته النيابية ‏ (28 يناير 1914 – 4 مارس 1915) للكتلة البرلمانية الحزب الديمقراطي.